# Neurateles crassicornis
Neurateles crassicornis là một loài tò vò trong họ Ichneumonidae.